# Sjúrður
Sjúrður oder Sigurd war um 1300 Løgmaður der Shetlandinseln und vielleicht auch der Färöer.
Er war zusammen mit Bischof Erlendur Autor des Schafsbriefs von 1298, einem neuen Landwirtschaftsgesetz für die Färöer. Sie handelten im Auftrage von Herzog Håkon Magnusson von Norwegen und bildeten eine Art „Kommission“ – offenbar am Thing der Färöer vorbei, was dagegen sprechen könnte, dass Sjúrður dessen Vorsitzender (Løgmaður) war. Dennoch wird Sjúrður als möglicher Løgmaður auch in der offiziellen Geschichte des Løgtings genannt.
In der deutschen Übersetzung 1757 von Lucas Debes’ Færoæ & Færoa Reserata 1673 wird der Schafsbrief – und damit auch Sjúrður – dokumentiert:

„Wir, Haagen von Gottes Gnaden, Herzog von Norwegen, des Königs Magni, des gekrönten Sohn, senden allen, welche diesen Brief sehen, lesen oder hören, Gottes Gruß, und seinen geistlichen und liebsten Freund, den Herrn Erlender, Bischoff auf Färöe, und Herrn Sifvort, Landrichtern auf Hittland, damit sie die Streitigkeiten, [...] heben sollen.“

Mehr weiß man von Sjúrður nicht, und Erlendur erscheint als der weitaus wichtigere Mann seiner Zeit auf den Färöern.